# 帕恩塞马尔
帕恩塞马尔（Pansemal），是印度中央邦巴瓦尼县的一个城镇。总人口10745（2001年）。

## 人口
该地2001年总人口10745人，其中男性5553人，女性5192人；0—6岁人口1795人，其中男908人，女887人；识字率59.01%，其中男性为68.29%，女性为49.09%。